# Immigrant Song
"Immigrant Song" é a primeira faixa do terceiro álbum da banda britânica Led Zeppelin, Led Zeppelin III, lançado em 1970.
A canção foi escrita durante uma turnê do grupo britânico no início da década de 1970. O primeiro concerto desta turnê foi em Reykjavík, na Islândia, o que inspirou o vocalista Robert Plant a compor a canção. Apenas seis dias após a apresentação do Led Zeppelin na capital islandesa, a banda tocou Immigrant Song pela primeira vez durante o Bath Festival de 1970.
Sua letra é dedicada ao explorador da Islândia, Leif Ericson, e faz explícita referência às conquistas viquingues e a antiga religião dos povos nórdicos ("To fight the horde, singing and crying / Valhalla, I am coming!"). Cantada pela perspectiva dos viquingues remando para o oeste da Escandinávia à procura de novas terras, seu ritmo regular evoca a determinação dos conquistadores e seus remos golpeando a água. O verso "The hammer of the gods will drive our ships to new lands" levou muitos a chamar a canção de Led Zeppelin de "Hammer of the Gods". A mesma frase acabou usada para dar título à famosa biografia da banda, "Hammer of the Gods: The Led Zeppelin Saga", de Stephen Davis.
"Immigrant Song" foi usada para abrir concertos do Led Zeppelin entre 1970 e 1972. Versões ao vivo desta canção se encontram nos álbuns How the West Was Won e BBC Sessions. Ao vivo, o guitarrista Jimmy Page toca um solo não incluso na versão de estúdio.
Além disto, a canção foi uma das poucas do Led Zeppelin lançadas com single, o que ocorreu - contra a vontade da banda - em outubro de 1970, pelo selo Atlantic Records. "Immigrant Song" alcançou a posição #16 na parada musical da Billboard. Seu lado B foi "Hey Hey What Can I Do". A canção também é uma das raras autorizadas pelo grupo a tocar em um filme, em 2003, foi usada no filme School of Rock e em 2017, 47 anos depois, como principal música da trilha sonora do filme Thor: Ragnarok.
A música foi regravada em 2018 pela banda The Gard, trazendo uma releitura da música original de 1970. 

## Créditos
- Robert Plant -Vocais, backing vocal
- Jimmy Page - Guitarra
- John Paul Jones - Baixo
- John Bonham - Bateria